# 베르바니아
베르바니아(이탈리아어: Verbania)는 이탈리아 북서부 피에몬테주 베르바노쿠시오오솔라도에 있는 도시이며, 마조레호 연안에 위치하고 있다.